# Beilschmiedia tawa
Beilschmiedia tawa (Maori: tawa) is een plantensoort uit de laurierfamilie (Lauraceae). Het is een groenblijvende boom die een groeihoogte kan bereiken tot 35 meter. De boom heeft een lange donkere enkele stam, waarvan de schors glad en donkerbruin is. De bladeren zijn dun, smal en geleidelijk taps toelopend naar de basis en de spitse punt. Jonge bladeren zijn geelachtig, volwassen bladeren zijn hangend, glanzend en bleekkleurig aan de onderkant. De bloemen groeien aan geelachtige twijgen. De grote vruchten zijn donkerpaars en glanzend.
De soort komt voor in Nieuw-Zeeland, waar hij aangetroffen wordt op het Noordereiland en op het Zuidereiland. Op het Noordereiland komt de soort overal voor. Op het Zuidereiland komt de soort voor vanaf Cape Farewell in oostelijke richting. De zuidgrens van de soort ligt ten noorden van de stad Kaikoura. Hij groeit daar in laaglandbossen en lagere montane bossen. De boom kan als enige soort voorkomen in bossen, maar groeit meestal samen op met podocarpen zoals rimu (Dacrydium cupressinum).

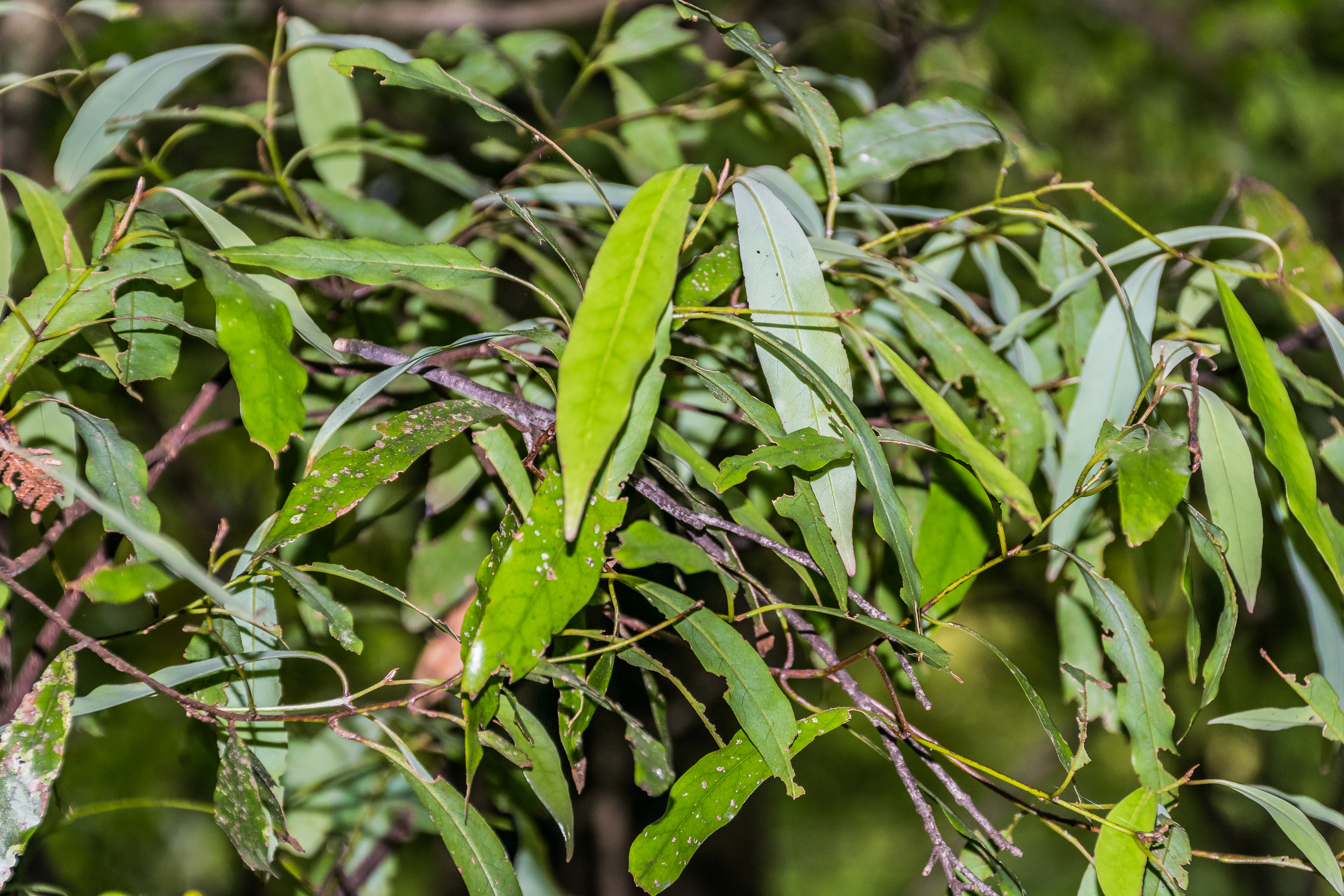
Bladeren